# Xã Kaylor, Quận Hutchinson, South Dakota
Xã Kaylor (tiếng Anh: Kaylor Township) là một xã thuộc quận Hutchinson, tiểu bang Nam Dakota, Hoa Kỳ. Năm 2010, dân số của xã này là 170 người.